# Pfarrkirche Obersiebenbrunn

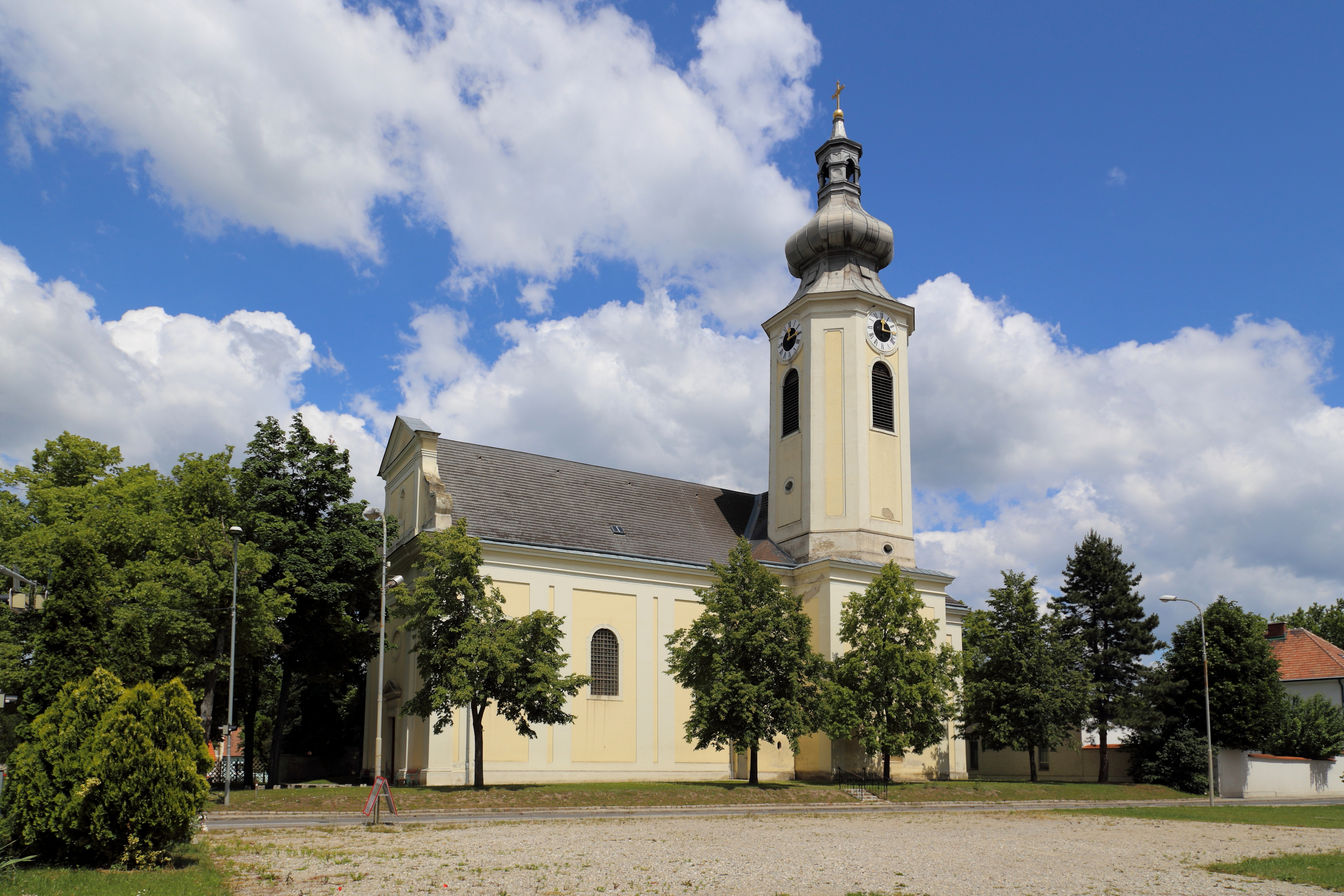
Kath. Pfarrkirche Mariä Himmelfahrt in Obersiebenbrunn

Die römisch-katholische Pfarrkirche Obersiebenbrunn steht in der Gemeinde Obersiebenbrunn im Bezirk Gänserndorf in Niederösterreich. Sie ist dem Fest Mariä Himmelfahrt geweiht und gehört zum Dekanat Marchfeld im Vikariat Unter dem Manhartsberg der Erzdiözese Wien. Das Bauwerk steht unter Denkmalschutz.

## Lagebeschreibung
Die Kirche steht in der Mitte des Linsenangers in der Gemeinde Obersiebenbrunn.

## Geschichte
Bereits vor 1333 wurde in Obersiebenbrunn eine Pfarre errichtet.  Das heutige Bauwerk wurde in den Jahren 1722 bis 1724 errichtet.

## Kirchenbau
Kirchenäußeres
Die Kirche ist ein großer einheitlicher Barockbau mit Südturm. Die hochgezogene Westfassade ist pilastergegliedert. Über dem darüberliegenden Gesims ist ein Volutengiebel mit Dreieckabschluss. Das Langhaus ist lisenengegliedert und weist Rundbogenfenster auf. Das umlaufende Gesims schließt den zweigeschoßigen Südturm mit ein. Dieser steht im Erdgeschoß über einem quadratischen Grundriss. Das Mauerwerk stammt im Kern aus dem Mittelalter. Das hohe Obergeschoß ist achteckig und hat rundbogige Schallfenster. Darüber ist ein Zwiebelhelm von 1905. Der Chor ist leicht eingezogen und endet in einem geraden Schluss mit hochgelegtem Ovalfenster. Im Norden des Langhauses, korrespondierend zum Südturm, schließt ein querschiffartig vorgezogener Bauteil an.
Kircheninneres
Die Kirche hat ein weites dreijochiges Langhaus. Darüber ist ein Tonnengewölbe mit diagonal geführten Gurten, die auf Doppelpilastern ruhen. Gegen Osten schließt ein quadratisches Joch mit Flachkuppel an. Die Kuppel lagert auf kräftigen Wandpfeilern, die pilastergegliedert sind. Das Joch wird gegen Norden durch ein schmales tonnengewölbtes Joch verbreitert. Im Süden schließt das Turmerdgeschoß an das Langhausjoch an. Die Orgelempore ist dreiteilig mit Putzfeldern. Der Chor ist, wie auch das Langhaus, tonnengewölbt mit diagonalen Gurtbögen, die auf kräftigen Wandpfeilern ruhen. Die Gliederung entspricht der des Langhauses und der Chorschluss ist gerade.

## Ausstattung

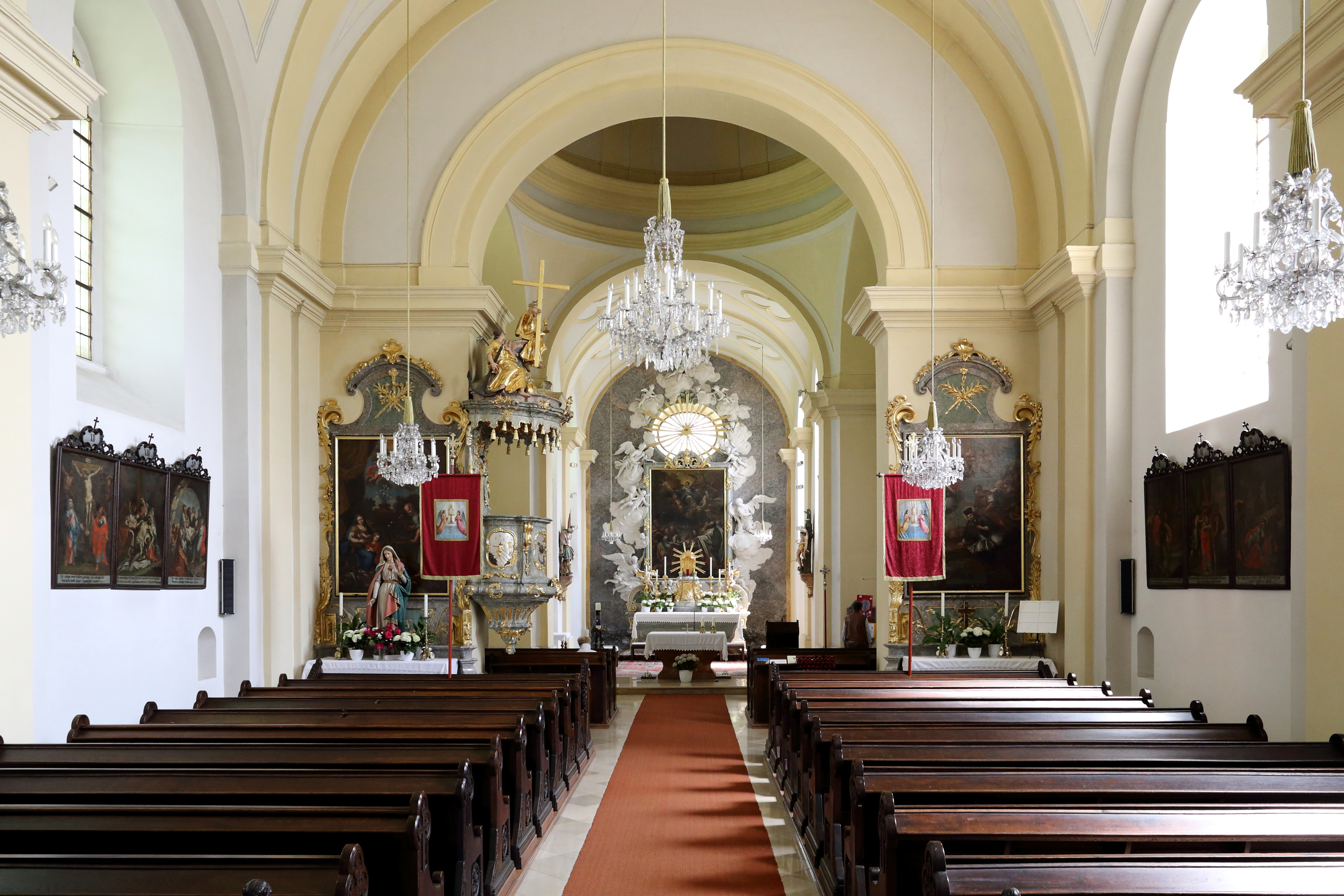
Innenansicht Richtung Altarraum

Der Hochaltar stammt aus dem zweiten Viertel des 18. Jahrhunderts. Es ist ein Stuckaltar, bei dem das Schlussfenster mit einbezogen wurde. Das Altarbild „Mariä Himmelfahrt“ stammt vom Maler Caspar Franz Sambach. Der Stuck besteht aus Engeln und Putten in einem reichen Wolkenaufbau. Die Mensa ist freistehend, der Tabernakel wird von Engelsfiguren flankiert, darüber ist eine Aussetzungsnische.
Die schlichten Seitenaltäre stammen aus dem dritten Viertel des 18. Jahrhunderts.  Das linke Altarbild zeigt die Heilige Familie, das rechte den heiligen Johannes Nepomuk. Die Kanzel ist reich dekoriert. Das Kunstwerk von 1760 zeigt am Kanzelkorb ein Relief von „Christus als Sämann“ und den „Fischfang Petri“. An der Rückwand ist ein Pastor Bonus und auf dem Schalldeckel sind Figuren der Theologischen Tugenden.
In der Kirche stehen barocke Figuren der heiligen Florian und Sebastian aus der Mitte des 18. Jahrhunderts. Die Figuren der Heiligen Donatus und Rochus befinden sich heute in Verwahrung. Die barocken Kreuzwegbilder entstanden in der zweiten Hälfte des 18. Jahrhunderts. Auch der Beichtstuhl stammt aus der Zeit. Der Taufstein wurde 1695 geschaffen, die figurale Gruppe darüber zeigt die Szene „Mariä Himmelfahrt“ und stammt aus der zweiten Hälfte des 18. Jahrhunderts. In der Kirche ist der Grabstein eine Priesters von 1775.

## Orgel
Die Orgel aus dem Jahr 1898 stammt von Johann M. Kauffmann.

## Glocken
Eine Glocke wurde 1749 von Johann Josef Pfrenger gegossen, die zweite von 1789 goss Theresia Scheichel.